# Promise (canción de Delirious?)
«Promise» es el tercer sencillo del álbum debut de Delirious? King of Fools, en el cual es la sexta pista. Fue lanzado el 14 de julio de 1997 alcanzando la posición número 20 en la lista de sencillos del Reino Unido. La canción también aparece en el segundo álbum en vivo de la banda D Tour 1997 Live at Southampton.

## Atención mediática
Promise fue incluido en el playlist de la BBC Radio 1 durante varias semanas. El vídeo de la canción fue filmado en la ciudad natal de la banda Littlehampton y fue emitido por primera vez el 11 de julio de 1997 en el show matutino The Big Breakfast y en la cadena MTV.
El 14 de julio la banda también promocionó el sencillo en el programa Sunday de la cadena ITV del Reino Unido y a finales de ese mes, el 23 de julio, fueron invitados a tocar el tema en el roadshow de Mark Goodier donde tuvieron gran recepción entre el público.

## Lista de canciones

### CD 1
1. «Promise» (Radio versión)
2. «Deeper» (Mark Edwards summertime mix)
3. «You Split the Earth»

### CD 2
1. «Promise» (Live acoustic versión)
2. «Deeper» (Mark Edwards prophet mix)
3. Entrevista

## Posicionamiento
| Listas           | Posición |
| ---------------- | -------- |
| UK Singles Chart | 20       |